# Il diario del vampiro - La salvezza
Il diario del vampiro - La salvezza è il 15° libro della saga di Il diario del vampiro di Lisa J. Smith, pubblicato il 2 maggio 2013 negli Stati Uniti e il 28 novembre 2013 in italiano. Il romanzo non è scritto dalla Smith, ma dalla scrittrice Aubrey Clark.

## Trama
Sono trascorsi cinque anni dalla definitiva sconfitta di Klaus. Elena vive con Stefan a Dalcrest, e il ragazzo si dedica alla caccia ai vampiri Antichi insieme a Meredith, che ha sposato Alaric e studia per diventare avvocato. Bonnie, ora maestra d'asilo, convive con Zander, mentre Matt frequenta Jasmine, una dottoressa che non è al corrente dell'esistenza della magia e delle creatura soprannaturali. Damon, invece, sta viaggiando con Katherine per l'Europa, quando vengono attaccati da un gruppo di vampiri che non muoiono. Intanto, Elena ha un incidente automobilistico, ma viene salvata da Jack, capo di un gruppo di cacciatori di vampiri, prima che il veicolo esploda. Jack spiega al gruppo di amici di Elena che uno degli Antichi, Solomon, sta arrivando a Dalcrest per ucciderla, poiché il suo sangue è letale per le creature come lui. Mentre Bonnie parte per un seminario a Chicago, durante il quale si allena per potenziare le sue capacità magiche, Elena e gli altri iniziano a dare la caccia a Solomon, con pochi risultati. Grazie all'aiuto di un altro Guardiano, Andrés, localizzano il vampiro al Museo delle Piantagioni dove, ingaggiata una violenta lotta, Stefan riesce a ucciderlo. Una delle cacciatrici, Trinity, resta gravemente ferita e, poiché neanche il sangue di Stefan sembra riuscire a farla ristabilire completamente, Matt decide di raccontare la verità a Jasmine e chiedere l'aiuto delle sue competenze mediche. Aiutata la giovane, però, Jasmine lo lascia, non riuscendo a convivere con quanto le ha detto. Improvvisamente, Trinity scompare e Andrés viene ucciso, così il gruppo capisce che Solomon non è morto, ma che ha trasferito la propria anima nel corpo della ragazza. Elena e Matt, convinti che la loro amica possa essere ancora viva, anche se controllata da Solomon, non vogliono ucciderla, mentre Stefan, i cacciatori e i licantropi decidono di eliminarla prima che compia altri omicidi. Quando Bonnie torna da Chicago, spiega ad Elena che Solomon, in realtà, sta solo utilizzando una potente forma di compulsione su di lei. Unendo i loro poteri, le due localizzano l'Antico in un serbatoio sotterraneo di Stag's Crossing e, aiutate anche dal resto del gruppo, riescono infine a uccidere Solomon e a liberare Trinity. Frattanto, in Europa, Damon e Katherine vengono raggiunti da un altro gruppo di vampiri e, combattendo, Katherine viene colpita da un paletto e muore. Addosso a uno dei vampiri, Damon trova il biglietto da visita di una società di ricerca di Zurigo, la Lifetime Solutions, e, infiltratosi nello stabile, scopre l'esistenza di un progetto volto all'eliminazione di tutti i vampiri e alla loro sostituzione con una razza di vampiri mutanti creati in laboratorio, immuni alla luce del Sole e ai paletti, e in grado di nascondere la propria aura ai sensitivi. Contemporaneamente, a Dalcrest, Elena e i suoi amici organizzano una festa per celebrare l'uccisione dell'ultimo Antico, quando Jack, rivelando di essere un vampiro artificiale, impala Stefan a morte e scappa. Distrutta per la sua perdita, Elena trova conforto in Damon, tornato da Zurigo per riferire le sue scoperte, e giura vendetta. Jasmine torna da Matt, spinta dall'amore che prova per lui, mentre Meredith si rende conto di essere stata drogata da Jack che, nottetempo, l'ha sottoposta ai trattamenti per trasformarla in una vampira mutante.

## Edizioni
- Lisa Jane Smith, Il diario del vampiro. La salvezza, Nuova Narrativa Newton, 2013,  pp. 288 pagine, ISBN 978-88-541-6042-2.
- Lisa Jane Smith, Il diario del vampiro. La salvezza, Newton Compton collana King, 23 agosto 2018, p. 283, ISBN 978-8822717948